# André Derrien
André Derrien, född 31 juli 1895 i Quimper, död 4 april 1994 i Fouesnant, var en fransk seglare.
Derrien blev olympisk guldmedaljör i segling vid sommarspelen 1928 i Amsterdam.